# Северное (Ясиноватский район)
Се́верное (укр. Сєверне) — посёлок в Ясиноватском районе Донецкой области Украины.
Население по переписи 2001 года составляло 153 человека.
В феврале 2024 года, в ходе вторжения России на Украину, село оккупировано Россией